# Takahiro Nishida
Takahiro Nishida (jap. 西田孝宏, Nishida Takahiro; * 14. April 1957) ist ein ehemaliger japanischer Judoka. Er war 1981 Asienmeister im Leichtgewicht, der Gewichtsklasse bis 71 Kilogramm.

## Sportliche Karriere
Takahiro Nishida siegte 1976 bei den Juniorenweltmeisterschaften in der Gewichtsklasse bis 70 Kilogramm, wobei er im Finale den Italiener Ezio Gamba bezwang. 1978 siegte er bei den Weltmeisterschaften der Studierenden. 1978, 1979, 1984 und 1985 gewann Takahiro Nishida bei den japanischen Meisterschaften. Außerdem siegte er von 1980 bis 1983 und 1985 beim Kodokan Cup, einem nur für Japaner offenen Turnier.
Anfang 1981 gewann Nishida beim Tournoi de Paris. Bei den Asienmeisterschaften 1981 in Jakarta siegte er im Finale über den Koreaner Park. Vier Jahre später bei den Weltmeisterschaften 1985 in Seoul belegte Nishida den siebten Platz, nachdem er im Viertelfinale gegen den Südkoreaner Ahn Byeong-keun verloren hatte.